# Przełęcz pod Krępcem
Przełęcz pod Krępcem (612 m n.p.m.) – przełęcz w południowo-zachodniej Polsce, pod górą Krępiec w Sudetach Środkowych w Górach Sowich.

## Zabytki
- kościół św. Anny w Nowej Rudzie
- schronisko na Górze Świętej Anny

## Turystyka
Przez przełęcz prowadzą piesze szlaki turystyczne:
- z Nowej Rudy do Saren,
- Kościelec – Góra Wszystkich Świętych – Góra Świętej Anny – Przełęcz pod Krępcem – Nowa Ruda – Włodzicka Góra – Świerki Dolne (przystanek kolejowy) – Kompleks Gontowa – Sokolec – Schronisko Sowa – Wielka Sowa.

## Bibliografia

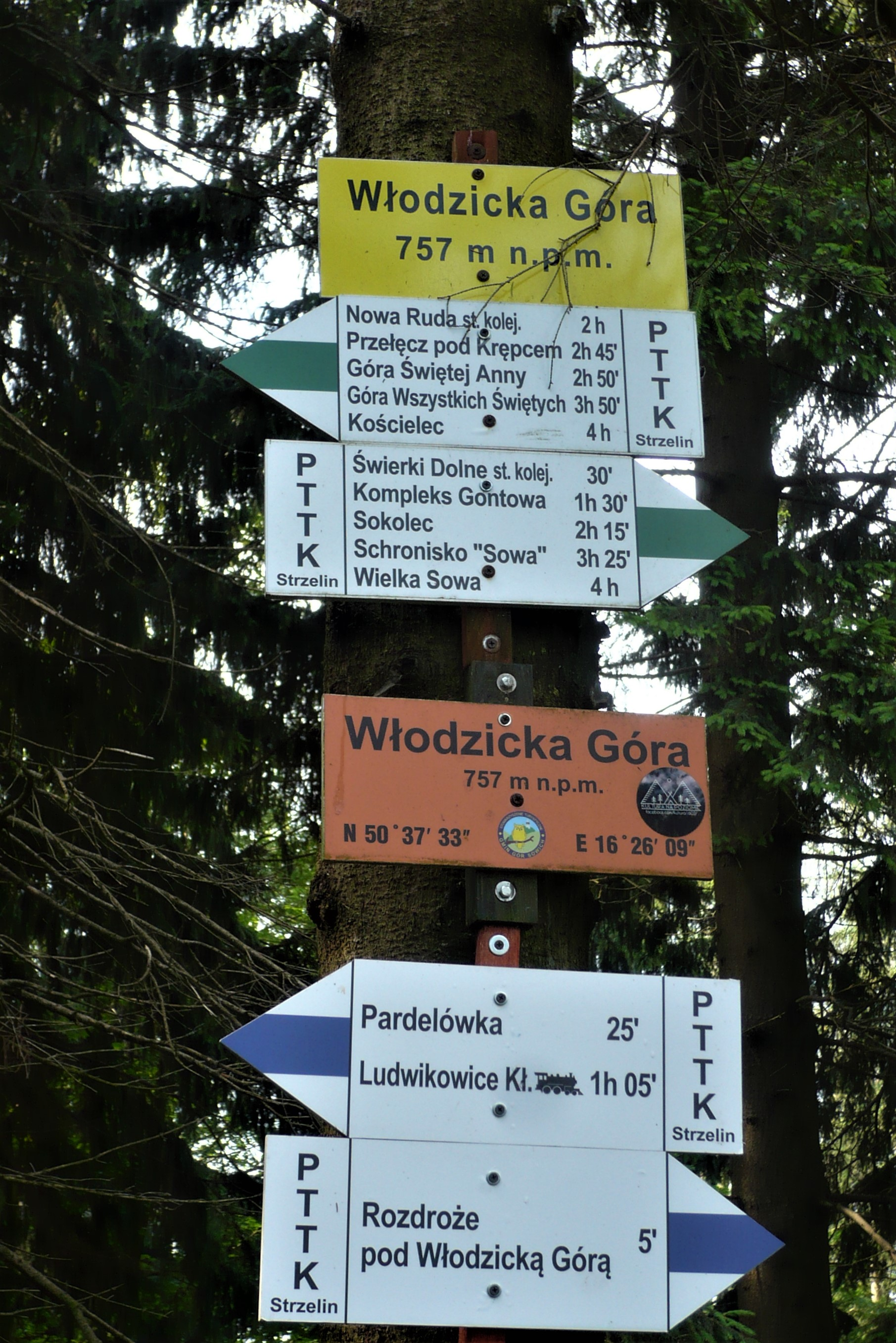
Przełęcz na znaku